# Jon Herb
Jon Allen Herb (Milwaukee, 1 de junho de 1970) é um ex-automobilista norte-americano.

## IRL
Sua trajetória na IRL durou entre 2000 e 2002, com um retorno em 2007. Estreou no GP da Disney, pela equipe Byrd-McCormack Racing, onde abandonou.
Em 2001, disputou a maior parte da temporada pela TriStar, correndo as provas de Chicago e Texas (prova 2), representando a PDM Racing. Foi na etapa 2 do Texas onde Herb obteve o melhor resultado de sua carreira ao cruzar em 9º lugar. Encerrou a temporada em 23º lugar, com 70 pontos. Participou de seis provas da temporada seguinte, em 2002, novamente pela TriStar. A única frustração foi ter fracassado em sua tentativa de se classificar para as 500 Milhas de Indianápolis. Marcou novamente 70 pontos, porém terminou em trigésimo na tabela de classificação.
Após quatro anos longe da IRL, Herb se inscreveu nas 500 Milhas de 2006 pela equipe Playa Del Racing, da qual era também seu co-proprietário e onde compartilhava dupla função também na Indy Pro Series, mas, sem chances de classificação, deu lugar ao nipo-americano Roger Yasukawa.
Voltou à IRL no ano seguinte, desta vez com a equipe Racing Professionals, se inscrevendo para três corridas. Ao contrário de 2006, conquistou a vaga para as 500 Milhas de 2007, onde abandonou depois de sofrer um acidente. Disputou ainda as provas do Texas e de Michigan, novamente abandonando em ambas as corridas. Após a etapa de Michigan, Herb encerrou sua carreira de piloto.

## Acusação e condenação por pedofilia
Em 4 de outubro de 2013, Herb ganhou as manchetes por causa de uma acusação de pedofilia feita por sua esposa. Ela encontrou 243 imagens de pornografia infantil no laptop do ex-piloto, entregue à polícia juntamente com duas câmeras de vídeo que poderiam conter mais imagens ou vídeos. Numa das pastas, a esposa de Herb encontrou fotos dele tendo relações com uma menina de quatro anos. Após fornecer a identidade da garota, Herb foi detido em sua casa. Embora alegasse não ter conhecimento da acusação, a mulher de Jon disse que ele era um "pervertido".
Julgado, Herb recebeu a sentença de 25 anos de prisão por abuso sexual e pedofilia em 6 de janeiro de 2016. O ex-piloto não contestou as acusações.

## Desempenho nas 500 Milhas de Indianápolis
| Ano  | Chassi  | Motor      | Largou em                       | Chegou em                       | Equipe                |
| ---- | ------- | ---------- | ------------------------------- | ------------------------------- | --------------------- |
| 2001 | Dallara | Oldsmobile | 18º                             | Abandonou                       | Byrd-McCormack Racing |
| 2001 | Dallara | Oldsmobile | 18º                             | Abandonou                       | Byrd-McCormack Racing |
| 2002 | G-Force | Chevrolet  | Não-classificado                | Não-classificado                | Racing Professionals  |
| 2006 | Panoz   | Honda      | Cedeu sua vaga a Roger Yasukawa | Cedeu sua vaga a Roger Yasukawa | Playa Del Racing      |
| 2007 | Dallara | Honda      | 27º                             | Abandonou                       | Racing Professionals  |